# Провулок Володимира Менчиця (Житомир)
Провулок Володимира Менчиця — провулок в Богунському районі Житомира. Названий на честь українського народознавця Володимира Менчиця.

## Історія
До 20 травня 2016 року мав назву «провулок Орлова».
Відповідно до розпорядження був перейменований на провулок Володимира Менчиця.